# Walter Chiari
Walter Chiari (Verona, 1924. március 8. – Milánó, 1991. december 20.) olasz színész.

## Életpályája
1970-ben letartóztatták és bebörtönözték Rómában kokainbirtoklás- és kereskedelem gyanúja miatt. 70 napot követően szabadult.
1957-ben A kis kunyhó című film kapcsán találkozott Ava Gardner színésznővel (aki ekkor még hivatalosan Frank Sinatra házastársa volt), akivel egy szenvedélyes és viharos kapcsolat alakult ki.

## Magánélete
1969-1981 között Alida Chelli (1943-2012) olasz színésznő volt a párja.

## Filmjei
- Hiúság (Vanità) (1947)
- Milyen idők! (Che tempi!) (1948)
- A gascogne-i kadétok (I cadetti di Guascogna) (1950)
- Tönkretesz a szerelem (È l'amor che mi rovina) (1951)
- Oké, Néró (1951)
- Szépek szépe (1952)
- Zorro álma (Il sogno di Zorro) (1952)
- Öt szegény egy autóban (5 poveri in automobile) (1952)
- Az igazság perce (La minute de vérité) (1952)
- Régi idők mozija (1953)
- Éljen a szemle! (Viva la rivista!) (1953)
- Egy nap a bíróságon (1954)
- Ez az élet (Questa è la vita) (1954)
- Mi ketten egyedül (1955)
- Nana (1955)
- A bűvös falu (Village magique) (1955)
- Vörös és fekete (Rosso e nero) (1955)[10]
- Donatella (1956)
- A kis kunyhó (1957)
- Jó reggelt, búbánat! (1958)
- Kettőnk titka (1958)
- Szerelem az első pillantásra (Amore a prima vista) (1958)
- A jaguár barátja (L'amico del giaguaro) (1959)
- A szerelem meglepetései (Le sorprese dell'amore) (1959)
- Vakáció Argentínában (Vacanze in Argentina) (1960)
- Ketten mindenki ellen (Due contro tutti) (1962)
- Copacabana Palace (1962)
- A motorosok (I motorizzati) (1962)
- Mi olaszok és a nők (Gli italiani e le donne) (1962)
- Beszéljünk a nőkről (1964)
- A mániákusok (I maniaci) (1964)
- Az ügyefogyott (1965)
- Segítség! Gyilkos! (1965)
- Olasz furcsaságok (1965)
- Falstaff (1965)
- Én, én, én… és a többiek (1966)
- Furcsa társaság (1966)
- A világ legszebb párja (La più bella coppia del mondo) (1968)
- Capriccio olaszul (Capriccio all'italiana) (1968)
- Azok a csodálatos férfiak (1969)
- Cosa Nostra - A Valachi-ügy (1972)
- Zig Zig (1974)